# جورج اولیور پلانکت
جورج اولیور پلانکت (انگلیسی: George Oliver Plunkett؛ ۱ ژانویهٔ ۱۸۹۴ – ۱ ژانویهٔ ۱۹۴۴) یک جمهوریخواه و عضو سازمان داوطلبان ایرلندی بود.
او به همراه برادر بزرگترش جوزف پلانکت و برادر جوانتر او جان پس از قیام عید پاک ۱۹۱۶ به اعدام محکوم شدند، اما احکام اعدام جورج و جان لغو شد. وی در سال ۱۹۱۷ از زندان آزاد شد و در جنگ استقلال ایرلند جنگید و در جنگ جهانی دوم رئیس ستاد IRA بود.